# Diaea inornata
Diaea inornata là một loài nhện trong họ Thomisidae.
Loài này thuộc chi Diaea. Diaea inornata được Ludwig Carl Christian Koch miêu tả năm 1876.